# Lapsana humilis
Lapsana humilis là một loài thực vật có hoa trong họ Cúc. Loài này được (Thunb.) Makino mô tả khoa học đầu tiên năm 1903.